# Distretto di Nishimurayama
Il distretto di Nishimurayama (西村山郡, Nishimurayama-gun?) è uno dei distretti della prefettura di Yamagata, in Giappone.
Attualmente fanno parte del distretto i comuni di Asahi, Kahoku, Nishikawa e Ōe.
| Controllo di autorità | VIAF (EN) 258736488 · NDL (EN, JA) 00406684 |